# Frederick North (político)

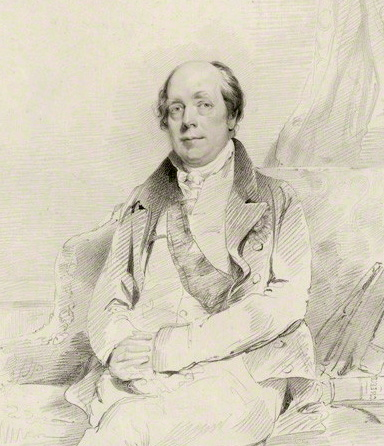
Frederick North

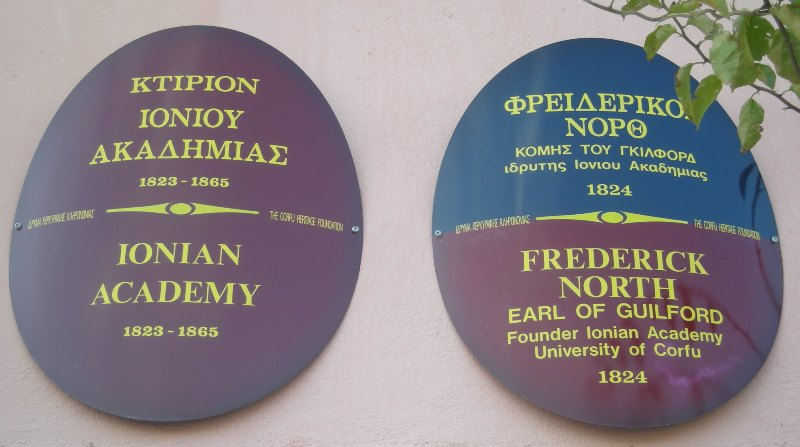
Placa conmemorativa de Lord Guilford, en la fachada de la Academia Jónica.

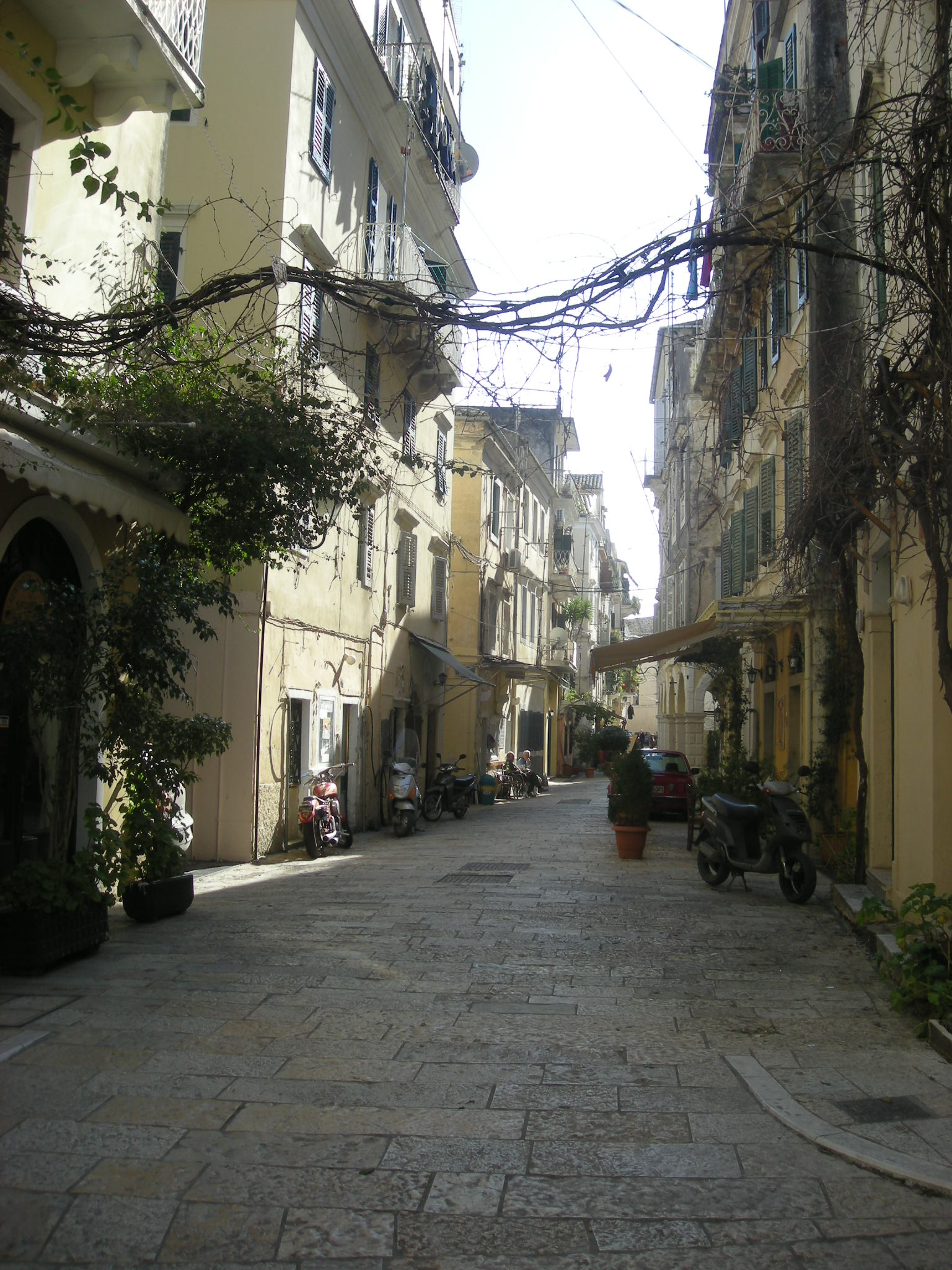
Calle Guilford (Οδός Γκύλφορδ), una de las más pintorescas del casco antiguo de Corfú.

Frederick North, V conde de Guilford (7 de febrero de 1766-14 de octubre de 1827), conocido como el Honorable Frederick North hasta 1817, fue un político británico y actuó también como administrador colonial.
North fue el hijo mayor del primer ministro británico Frederick North, II conde de Guilford, al que se conoce más comúnmente como Lord North. Representó a Banbury en el Parlamento desde 1792 hasta 1794 y sirvió como Gobernador de Ceylón desde 1798 hasta 1805. En 1817 sucedió a su hermano mayor como quinto Conde de Guilford.
En 1771 visitó las Islas Jónicas, que estaban todavía bajo control veneciano y encontró que la situación educativa era horrorosa. En las islas no había ni una sola escuela, y los jóvenes que querían estudiar tenían que marcharse a universidades de Europa. Así, Lord Guilford se marchó pensando en la idea de crear una universidad, y la oportunidad se le presentó unos 20 años más tarde, al pasar las islas a control británico. En principio pensó en que la sede se colocara en Ítaca, pero en 1821 estalló la Guerra de Independencia griega y esta isla estaba demasiado cerca del continente, así que se decidió trasladar la sede a Corfú. Tardó ocho años en consesguir el permiso del gobierno británico, pero consiguió que la Academia Jónica abriera sus puertas en 1824.
En esta labor encontró bastantes obstáculos. Su idea era que las clases en la Academia se dieran en griego moderno por profesores griegos, pero muchos de los eruditos y profesores del resto de Grecia respondieron agriamente a sus solicitudes. También se le opuso seriamente la nobleza, que veía en esta institución una posible merma de sus privilegios. También, el mismo gobierno británico veía excesivo el coste de la universidad, y el hecho de que estuviera abierta a todo el mundo, no solo a los habitantes del Estado Jónico. Así, fue el mismo Lord Guilford el que tuvo que pagar de su bolsillo gran parte del gasto de la universidad, creando incluso unas becas para que los jóvenes griegos estudiaran en Europa y luego fueran profesores en su Academia. 
La Academia acabó cerrando poco después de su muerte, pero una estatua del Conde continúa en la ciudad, además de una biblioteca y una calle que llevan su nombre.
Lord Guilford murió sin hijos en octubre de 1827, con 61 años, y sus títulos nobiliaros pasaron a un primo suyo.

## Enlaces
Información sobre Lord Guilford y la Academia Jónica
- Datos: Q333623
- Multimedia: Frederick North, 5th Earl of Guilford / Q333623